# Font Fresca (Senterada)
La Font Fresca és una font del terme municipal de Senterada, al Pallars Jussà, dins del territori del poble de Cérvoles.
Està situada a 1.173 m d'altitud, a l'esquerra del barranc de Cérvoles, al nord-oest del poble de Cérvoles.